# Blackburn Firebrand
Blackburn Firebrand là một loại máy bay cường kích của Anh, do hãng Blackburn Aircraft chế tạo.

## Quốc gia sử dụng
Anh Quốc
- Không quân Hải quân Hoàng gia

## Tính năng kỹ chiến thuật (Firebrand TF Mk. IV)
Dữ liệu lấy từ Jane's Fighting Aircraft of World War II
Đặc điểm tổng quát
- Kíp lái: 1
- Chiều dài: 39 ft 1 in (12 m)
- Sải cánh: 51 ft 3½ in (15,62 m)
- Chiều cao: 13 ft 3 in (4,05 m)
- Diện tích cánh: 381,5 ft² (35,44 m²)
- Trọng lượng rỗng: 11.357 lb (5.150 kg)
- Trọng lượng có tải: 15.671 lb (7.100 kg)
- Trọng lượng cất cánh tối đa: 16.227 lb (7.360 kg)
- Động cơ: 1 × Bristol Centaurus IX, 2.500 hp (1.865 kW)

 Hiệu suất bay 
- Vận tốc cực đại: 350 mph (300 kn, 560 km/h)
- Vận tốc hành trình: 289 mph (251 kn, 465 km/h) trên độ cao 10.000 ft (3.050 m)
- Vận tốc tắt ngưỡng: 75 mph (65 kn, 121 km/h)
- Tầm bay: 1.250 mi (1.100 nmi, 2.000 km)
- Vận tốc lên cao: 2.600 ft/phút (13,2 m/s)
- Tải trên cánh: 41,7 lb/ft² (203,6 kg/m²)
- Công suất/trọng lượng: 0,157 hp/lb (347 W/kg)

Trang bị vũ khí

- Súng: 4× pháo Hispano Mk.II 20 mm (0.79 in)
- Bom: 

  - 1 × ngư lôi 18 in (457 mm) Mark XVII nặng 1.850 lb (840 kg) hoặc
  - 2 × quả bom 1.000 lb (454 kg)